# Peppermint Patty
Patricia "Peppermint Patty" Reichardt is een personage uit Charles M. Schulz' stripserie Peanuts. Ze maakte haar debuut in de strip van 22 augustus 1966.

## Achtergrond
Over Peppermint Patty doen vaak verhalen de ronde dat Schulz haar vernoemd zou hebben naar het snoepmerk York Peppermint Pattie. Dit snoepmerk werd echter pas in 1975 nationaal populair in Amerika, jaren nadat Peppermint Patty haar intrede in de strips had gedaan. Schulz beweerde zelf dat hij het personage had vernoemd naar pepermuntjes die hij in zijn kantoor had liggen. Hij vond de naam "peppermint" goed passen bij "Patty". Aanvankelijk plande hij Patty voor een ander project, maar had geen tijd om zich hierop te concentreren. Daarom introduceerde hij haar in de Peanuts-reeks.

## Personage
Patty staat in de strips bekend als een tomboy. Ze was het eerste meisje in de strip dat een broek droeg. Verder woonde ze niet in de buurt van Charlie Brown zoals de andere kinderen, maar aan de andere kant van de stad. Ze kwam de anderen dan ook vooral tegen op school. Later werd ze ook aanvoerder van hun honkbalteam. Ze noemt Charlie altijd "Chuck".
Patty begrijpt vaak dingen die voor de meeste mensen overduidelijk zijn op een verkeerde manier, wat geregeld leidt tot vernederende situaties. Zo had ze lange tijd niet door dat Snoopy een hond was, wat een running gag vormde in de strips. Toen ze er eindelijk achter kwam, bleef ze gedurende een paar strips lang in shock. Patty doet het niet al te best op school en wordt vaak al slapend in de les aangetroffen.
Patty woont bij haar vader. Wat er met haar moeder is gebeurd is niet bekend.
Patty is goede vrienden met Marcie, die in vrijwel alles haar tegenpool is. Tevens heeft ze een oogje op Charlie Brown.